# Монастир Хорю
Монасти́р Хорю́ або Хорю́дзі (яп. 法隆寺, ほうりゅうじ, МФА: [hoːɾʲuː d͡ʑi], «монастир вируючого Закону») — буддистський монастир в Японії.  Належить секті Шьотоку.  Головний монастир секти. Розташований за адресою: префектура Нара, містечко Ікаруґа, квартал Хорюдзі-Яманоуті 1-1.   Заснований 607 року. Головною святинею монастиря є будда Шак'ямуні. До цінних пам'яток належать золотий храм (національний скарб Японії), п'ятиярусна пагода (національний скарб Японії), палац снів (національний скарб Японії), середні ворота з охоронцями (важлива культурна пам'ятка Японії), тощо.
 Центральний архітектурний ансамбль монастиря є найдавнішою дерев'яною спорудою світу. 1993 році занесений до світової спадщини ЮНЕСКО та Національних скарбів Японії. До 1950 року належав секті Хоссо.